# Hideo Gosha
Hideo Gosha (五社 英雄, Gosha Hideo), né le 26 février 1929 et mort le 30 août 1992, est un réalisateur et scénariste japonais. Il est notamment reconnu pour ses films de chanbara et de yakuza, et a fait jouer l'acteur Tatsuya Nakadai à de nombreuses reprises de ses films.

## Biographie
Hideo Gosha fait ses études à l'université Meiji.
Il a réalisé 25 films et écrit 7 scénarios entre 1964 et 1992.

## Filmographie

### Cinéma

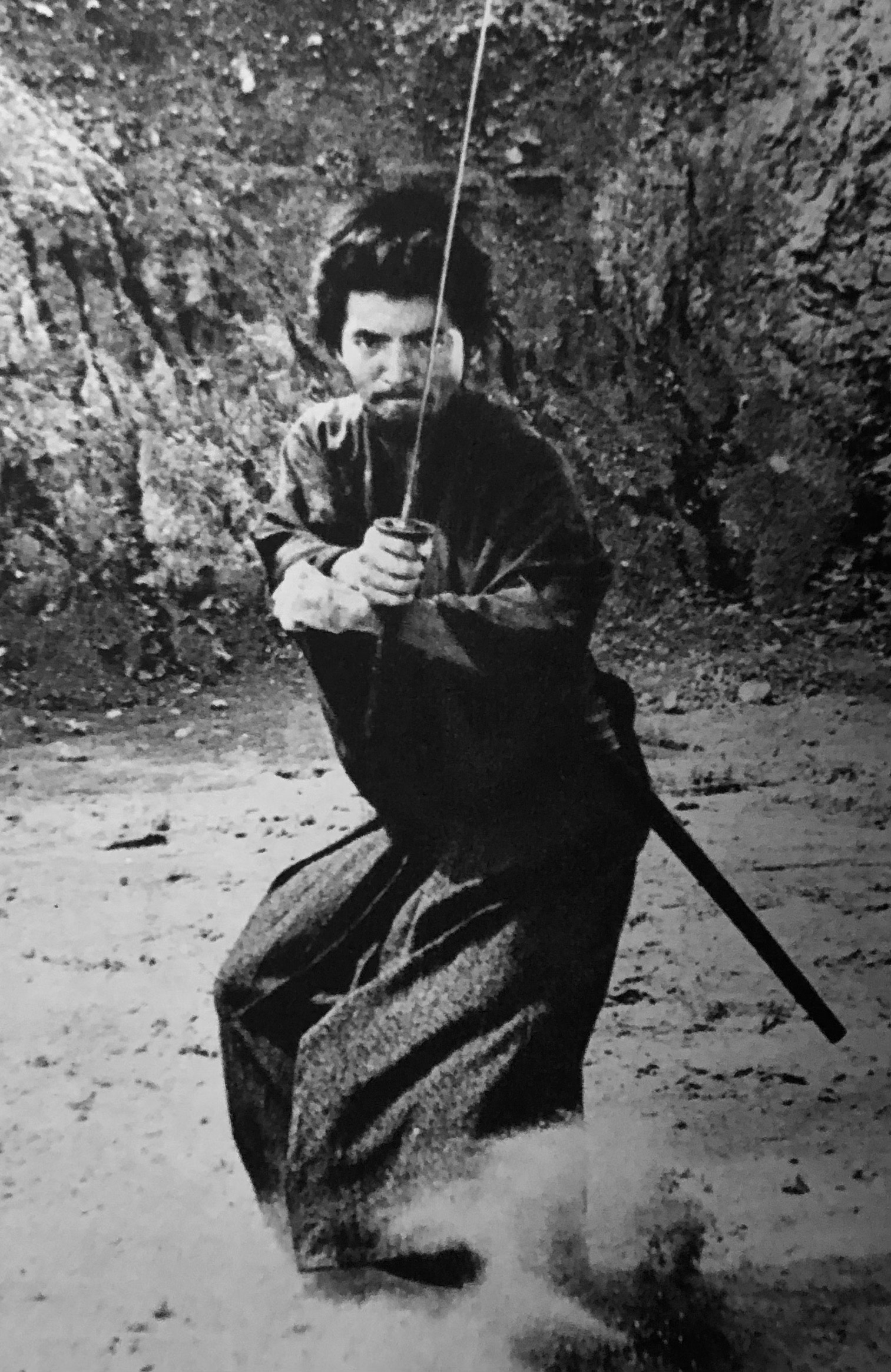
Isao Natsuyagi dans Kiba, le loup enragé (1966).

Sauf indication contraire, la filmographie de Hideo Gosha est établie à partir de la base de données JMDb.
La mention « +scénariste » indique que Hideo Gosha est aussi auteur du scénario.
- 1964 : Les Trois Samouraïs hors-la-loi (三匹の侍, Sanbiki no samurai?) +scénariste
- 1965 : Le Sabre de la bête (獣の剣, Kedamono no ken?) +scénariste
- 1966 : Le Sang du damné (五匹の紳士, Gohiki no shinshi?) +scénariste
- 1966 : Samouraï sans honneur (丹下左膳 飛燕居合斬り, Tange Sazen: Hien iaigiri?) +scénariste
- 1966 : Kiba, le loup enragé (牙狼之介, Kiba Ōkaminosuke?)
- 1967 : Kiba, l'enfer des sabres (牙狼之介: 地獄斬り, Kiba Ōkaminosuke: Jigoku giri?)
- 1969 : Goyokin, l'or du shogun (御用金, Goyōkin?) +scénariste
- 1969 : Puni par le ciel (人斬り, Hitokiri?)
- 1971 : Les Loups (出所祝い, Shussho iwai?) +scénariste
- 1974 : Quartier violent (暴力街, Bōryoku gai?)
- 1978 : Bandit contre samouraï (雲霧仁左衛門, Kumokiri Nizaemon?)
- 1979 : Chasseurs des ténèbres (闇の狩人, Yami no karyudo?)
- 1982 : Dans l'ombre du loup (鬼龍院花子の生涯, Kiryūin hanako no shōgai?)
- 1983 : Yohkiroh, le royaume des geishas (陽暉楼, Yōkirō?)
- 1984 : Fireflies in the North (北の螢, Kita no hotaru?)
- 1985 : La Proie de l'homme (櫂, Kai?)
- 1985 : Portrait d'un criminel (薄化粧, Usugeshō?)
- 1986 : Death Shadows (十手舞, Jittemai?)
- 1986 : Femmes de yakuzas (極道の妻たち, Gokudō no onna-tachi?)
- 1987 : Tokyo Bordello (吉原炎上, Yoshiwara enjo?)
- 1988 : Carmen 1945 (肉体の門, Nikutai no mon?)
- 1989 : Four Days of Snow and Blood (226, Ni ni roku?)
- 1991 : Kagerō (陽炎, Kagerō?)
- 1992 : Femme dans un enfer d'huile (女殺油地獄, Onna goroshi abura no jigoku?)

### Télévision
- 1959 : Keiji (刑事?) (série télévisée)
- 1959 : Yase inu (やせ犬?) (téléfilm)
- 1960 - 1961 : Toppuya (トップ屋?) (série télévisée)
- 1960 : Mushikera (むしけら?) (téléfilm)
- 1970 : Yukinojo Henge (série télévisée) ; réalisation des deux premiers épisodes de la série[2]
- 1982 : Tange Sazen ken-fū! Hyaku man ryō no tsubo (丹下左膳 剣風!百万両の壺?) (téléfilm)

## Distinctions
Sauf indication contraire, les informations mentionnées dans cette section peuvent être confirmées par la base de données cinématographiques IMDb,  présente dans la section « Liens externes ».

### Récompenses
- 1984 : Japan Academy Prize du meilleur réalisateur pour Yohkiroh, le royaume des geishas[3],[4]
- 1993 : prix spécial pour l'ensemble de sa carrière à la Japan Academy Prize[5]

### Nominations et sélections
- Prix du meilleur réalisateur à la Japan Academy Prize :
  - en 1983 pour Dans l'ombre du loup[6]
  - en 1986 pour La Proie de l'homme et Portrait d'un criminel[7]
  - en 1988 pour Tokyo Bordello[8]
- Festival international du film de Mar del Plata :
  - prix du meilleur film en 1970 pour Goyokin, l'or du shogun

### Vidéothèque
- Hideo Gosha, jidai geki style, documentaire de 52' réalisé par Robin Gatto, Wild Side Video, Fenêtre sur Prod, 2008